# به آتش کشیدن واشینگتن
به آتش کشیدن واشینگتن (انگلیسی: Burning of Washington) در سال ۱۸۱۴ میلادی اتفاق افتاد که یکی از حملات مربوط به جنگ‌های ۱۸۱۲ بین نیروهای پادشاهی متحد بریتانیای کبیر و ایرلند و آمریکایی‌ها در ۲۴ اوت سال ۱۸۱۴ می‌باشد، پس از شکست آمریکایی‌ها در نبرد بلادنسبورگ نیروی بریتانیا تحت فرماندهی ژنرال رابرت روس اقدام به اشغال واشینگتن و به آتش کشیدن بسیاری از مکان‌های عمومی آن نمود، از جمله مکان‌هایی که دچار حریق شدند می‌توان به کاخ سفید (که در آن زمان به عمارت ریاست جمهوری مشهور بود) و ساختمان کنگره و همین‌طور سایر مکان‌ها و زیرساخت‌های دیگر دولت ایالات متحده اشاره داشت

## نگارخانه

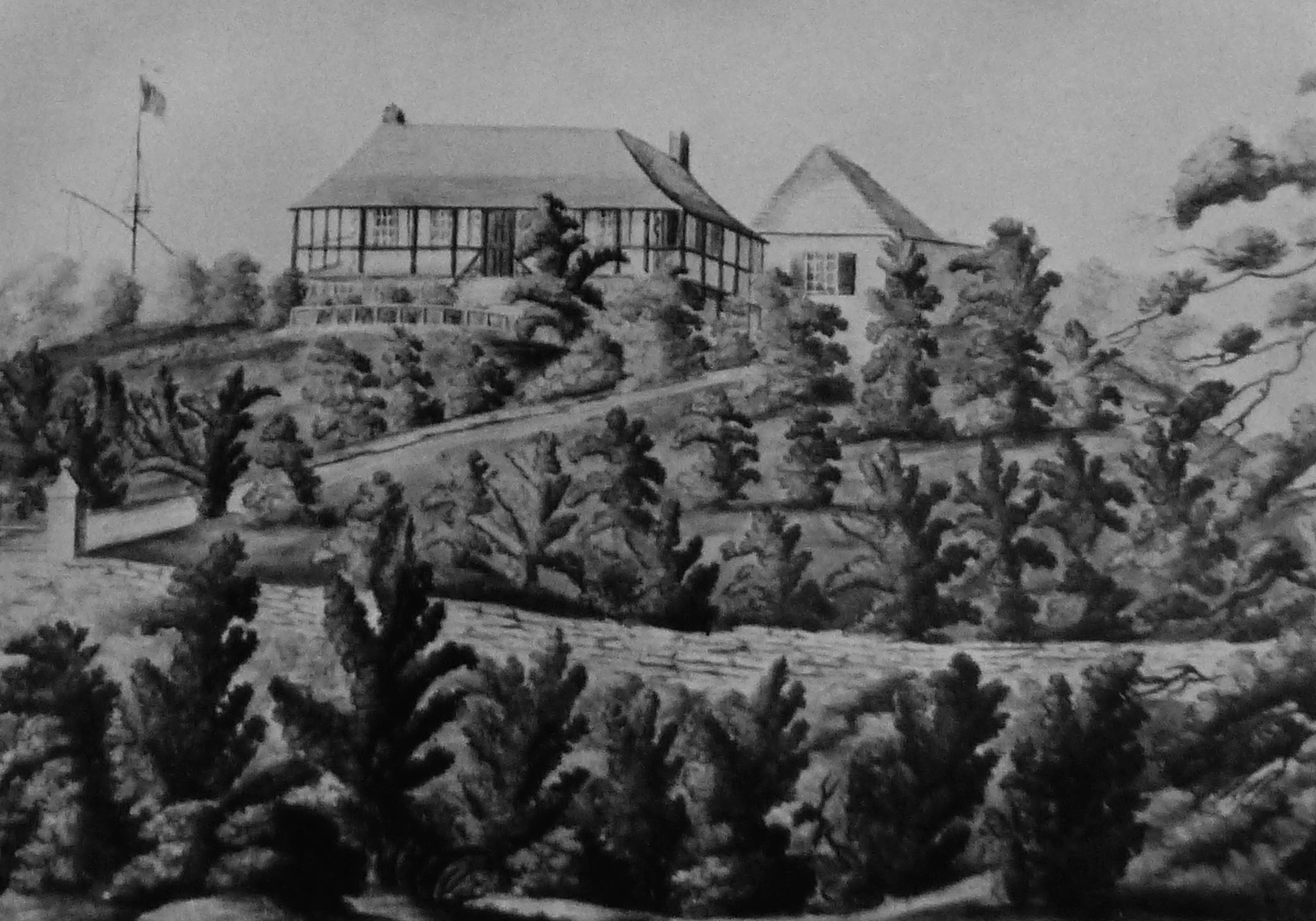
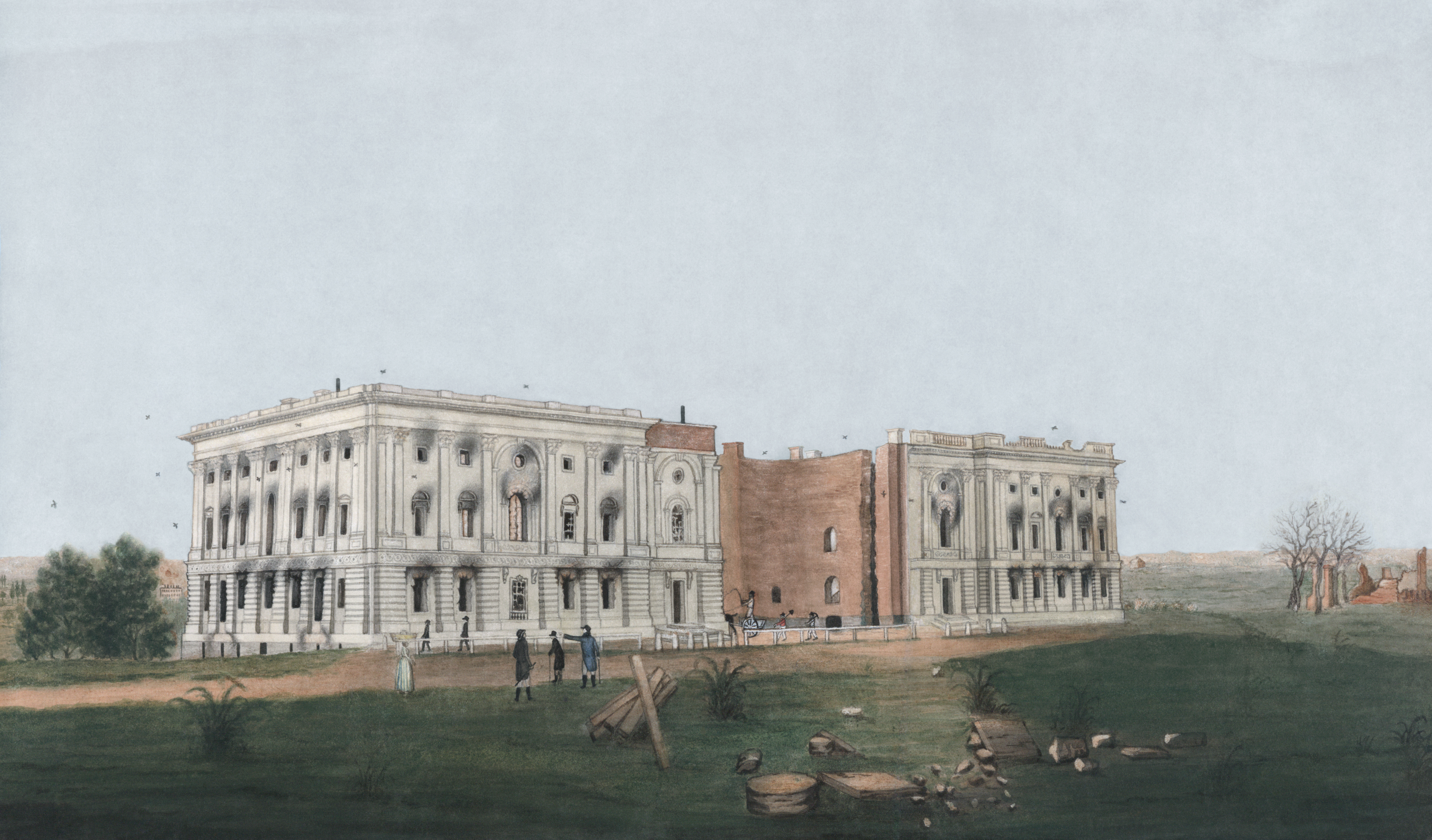
کاخ کنگره در ۱۸۱۴ میلادی
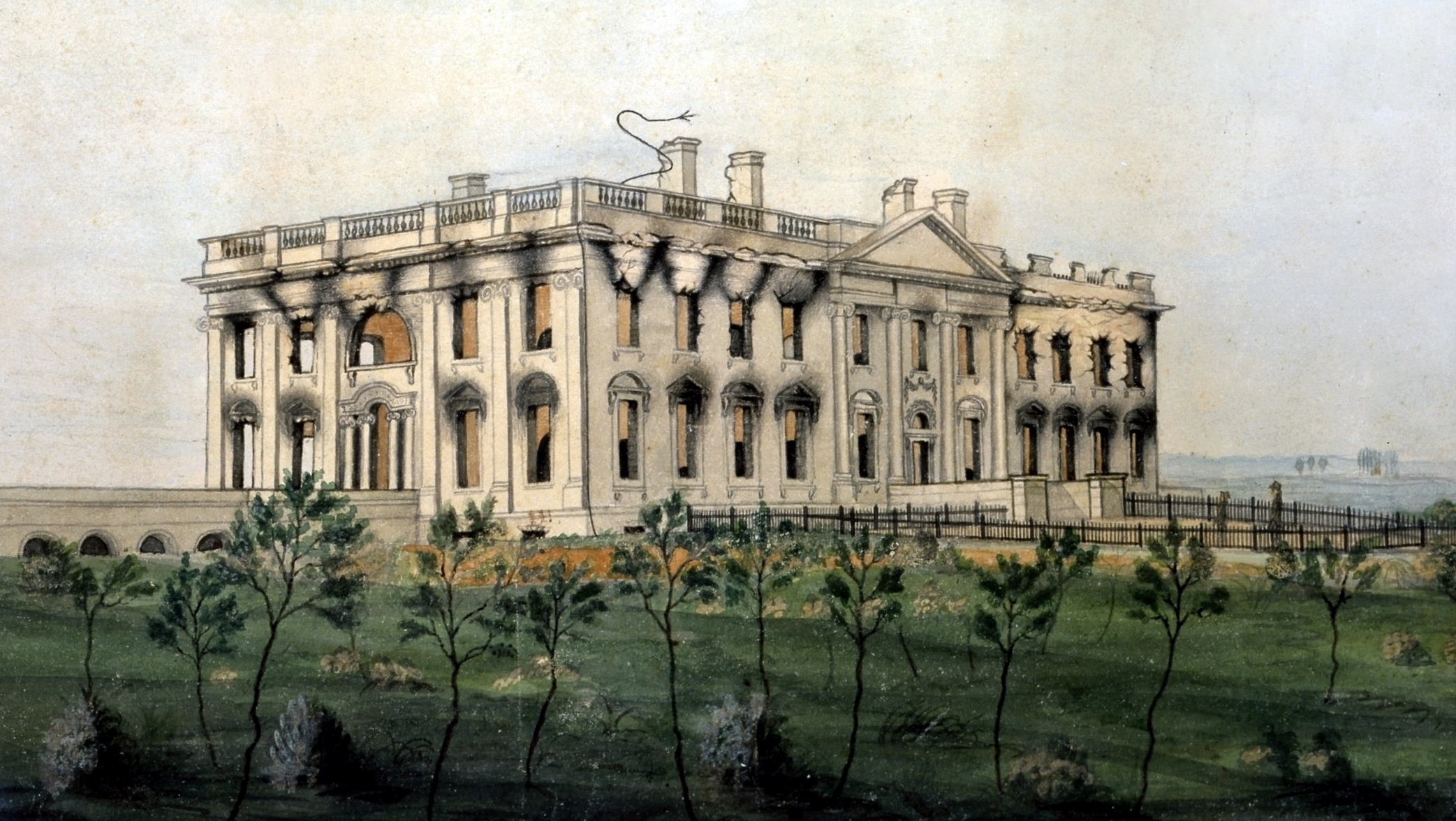
خانهٔ رئیس جمهوران ۱۸۱۴-۱۸۱۵
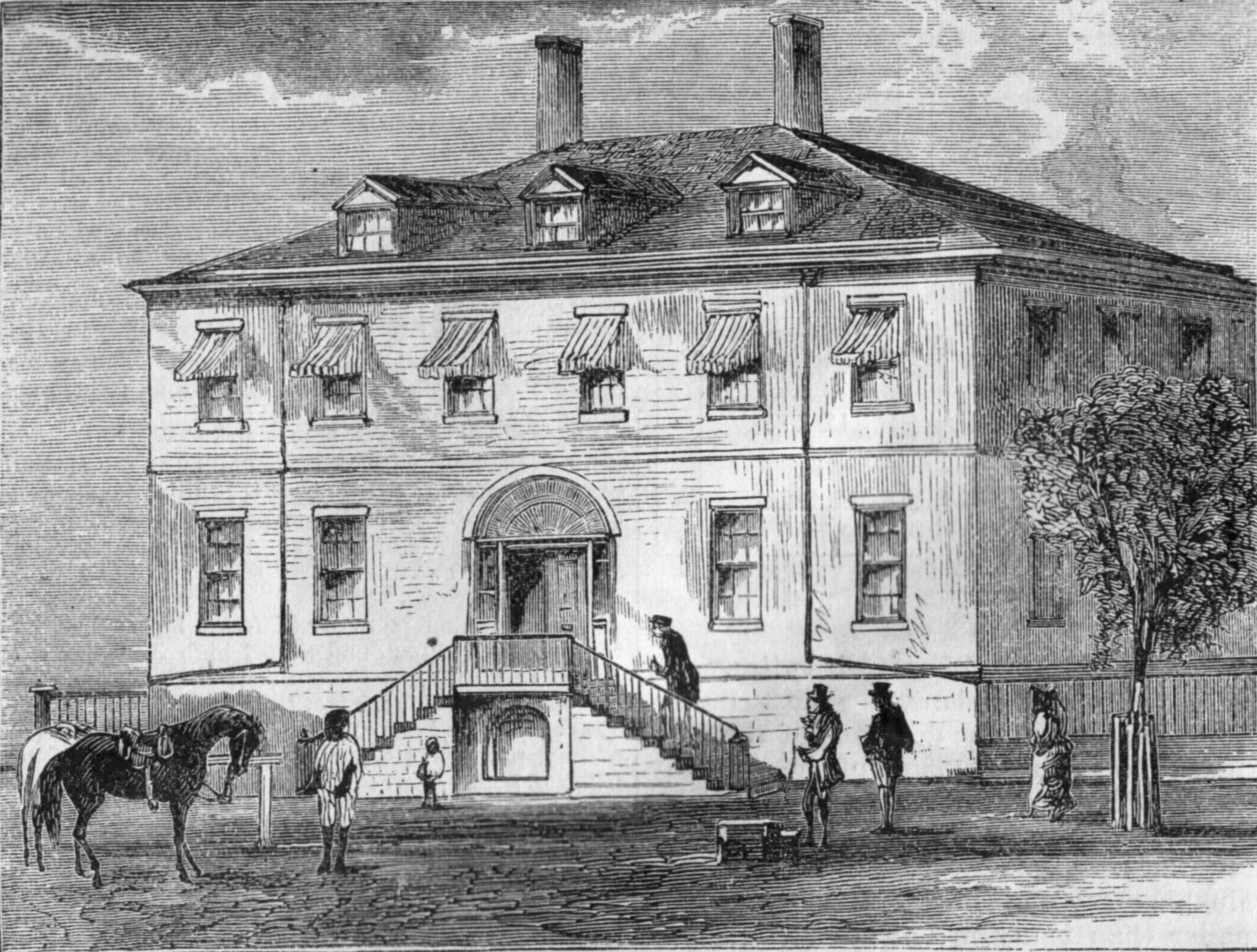
ساختمان خزانه‌داری آمریکا در ۱۸۰۴
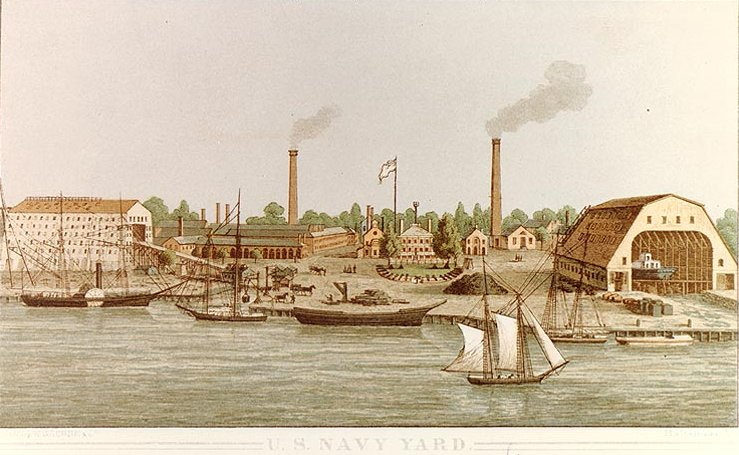
لیتوگرافی از نیروی دریایی واشینگتن در ۱۸۶۲
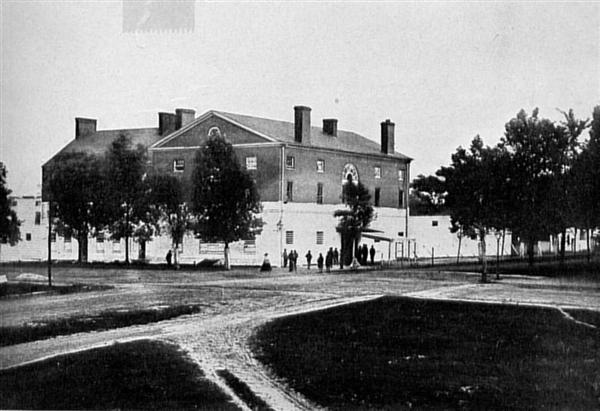
کاخ کنگره ساخته شده با آجر، ساخته شده به سال ۱۸۰۴